# Caleremaeidae
Caleremaeidae é uma família de ácaros pertencentes à ordem Sarcoptiformes.
Géneros:
- Anderemaeus Hammer, 1958
- Caleremaeus Berlese, 1910
- Caucaseremaeus Subías & Shtanchaeva, 2006
- Cristeremaeus Balogh & Csiszár, 1963
- Epieremulus Berlese, 1916
- Luxtoneremaeus Balogh, 1992
- Megeremaeus Higgins & Woolley, 1965
- Veloppia Hammer, 1955
- Yungaseremaeus Balogh & Mahunka, 1969